# Bek Air
Bek Air (юридична назва — АТ «Bek 1») — колишня казахстанська авіакомпанія-лоукостер, заснована в 1999 році. Базувалась в аеропорту міста Уральськ та займала друге місце в Республіці Казахстан з внутрішніх перевезень, виконуючи внутрішні рейси за понад 14 напрямками. У 2015 році Bek Air перевезла понад 750 тисяч пасажирів.
У 2016 році компанія перевезла 727 300 пасажирів, виконала 7316 рейсів, середній відсоток завантаження склав 92,09 %.
27 грудня 2019 року після аварії Bek Air Flight 2100 операції авіакомпанії до подальшого повідомлення були припинені урядом Казахстану. 17 квітня 2020 року Авіаційна адміністрація Казахстану (AAK) — посилаючись на не змогу авіакомпанією виправити порушення безпеки — відкликала сертифікат авіаперевізника Bek Air та сертифікати льотної придатності інших літаків Fokker 100, заявивши, що компанія має пройти повну сертифікацію заново.

## Історія
Авіакомпанія була заснована в 1999 році для виконання «бізнес джет» перевезень.
У 2008 році авіакомпанія придбала пакет акцій міжнародного аеропорту Уральська.
З 2011 року Bek Air почала здійснювати цивільні польоти, до 2014 року зайнявши майже 11 % ринку авіаперевезень країни.
За твердженням голови правління авіакомпанії Нурлана Жумасултанова, в 2014 році показник пунктуальності виконання рейсів склав 99,3 %.
Компанія має власну базу обслуговування літаків, завдяки чому може змінювати на літаку двигуни, шасі, проводити складний техобслуговування (С — і D-чеки), виконувати роботи по бюлетеням виробника літаків і директив льотної придатності.

## Напрямки польотів
- Актау
- Актобе
- Алмати
- Астана
- Атирау
- Кизилорда
- Павлодар
- Уральськ
- Шимкент
- Костанай
- Усть-Каменогорськ

## Інциденти з літаками

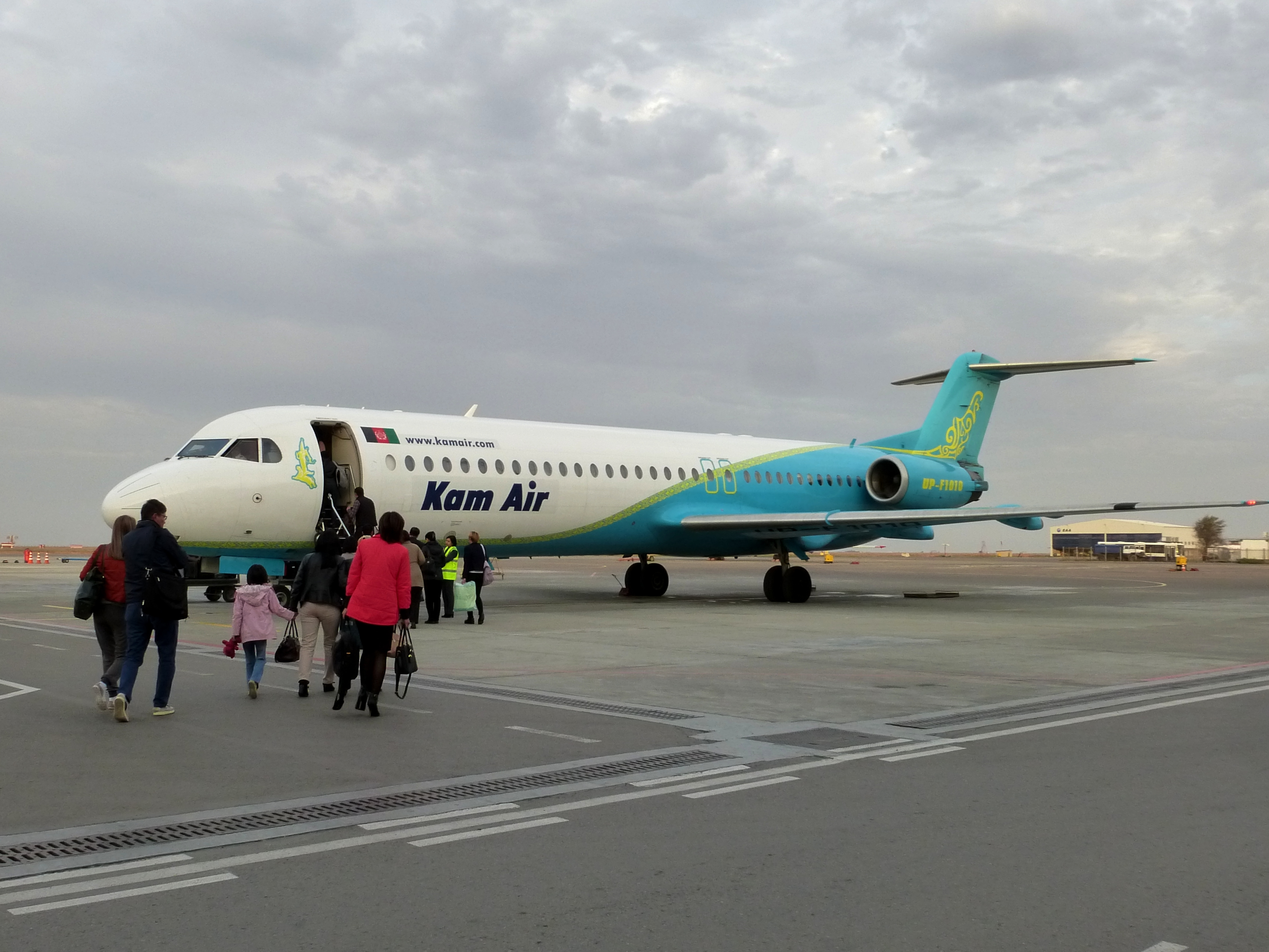
Fokker F100 компанії Bek Air, наданий за «мокрого лізингу» компанії Kam Air.
На фюзеляжі нанесені як фірмова забарвлення і логотип Bek Air, так і прапор Афганістану і логотип Kam Air.
Міжнародний аеропорт р. Атирау

| Дата          | Бортовий номер | Місце аварії | Жертви | \| Короткий опис \| \| ------------- \| |
| 27.03.2016    | UP-F1012       | Астана       | немає  | Літак авіакомпанії Bek Air аварійно сів в аеропорту міста Астани без передньої стійки шасі. За заявою представника компанії, літак отримав мінімальні пошкодження і підлягає відновленню. Командиру повітряного судна Дмитру Батьківщину присвоєно вищий ступінь відзнаки Казахстану — звання «Народний Герой». Причиною інциденту з'явився конструктивно-виробничий дефект у системі збирання і випуску шасі, що підтвердив і розробник повітряних суден Fokker-100 — голландська компанія «Fokker Services B. V.». |
| Короткий опис |                |              |        | |

## Конфлікт з Комітетом цивільної авіації Республіки Казахстан
Починаючи з 1 січня 2016 року комітет цивільної авіації міністерства з інвестицій та розвитку для авіакомпаній, що виконують регулярні внутрішні авіаперевезення, ввів вимогу про наявності сертифіката про проходження аудиту IOSA (Operational Safety Audit IATA — Аудит з виробничої безпеки Міжнародної асоціації авіаперевізників). Цю вимогу закріплено в тексті правил допуску авіакомпаній до виконання регулярних внутрішніх комерційних повітряних перевезень, затверджених наказом в. о. міністра з інвестицій та розвитку Казахстану від 27 березня 2015 року.
Bek Air подала скаргу в Генеральну прокуратуру РК і позов у судові органи з метою визнання зазначених правил незаконними, також була запущена масштабна кампанія в казахстанській пресі та соціальних мережах в підтримку вимоги про скасування обов'язкового проходження аудиту IOSA під гаслом «Bek Air — авіакомпанія для народу».
Bek Air також звернулася за підтримкою в Національну палату підприємців «Атамекен». В результаті Комітет цивільної авіації вніс зміни в Правила, якими скасував вимоги про наявність сертифіката про проходження аудиту IOSA. Після цього авіакомпанія «Bek Air» відкликала свій позов із суду, довівши тим самим свою правоту..